# Pteris podophylla
Pteris podophylla är en kantbräkenväxtart som beskrevs av Olof Peter Swartz. Pteris podophylla ingår i släktet Pteris och familjen Pteridaceae. Inga underarter finns listade.